# Ferieloven
Ferieloven er en lov der regulerer ferie for en lønmodtager. Loven eksisterer i Danmark og en lignende lov eksisterer i Norge. Den første danske ferielov blev vedtaget i 1938 og gav alle lønmodtagere ret til to ugers ferie.

## Den danske ferielov
Den danske ferielov administreres af Styrelsen for Fastholdelse og
Rekruttering, som er en del af Beskæftigelsesministeriet, og af en vifte af
andre myndigheder, herunder FerieKonto. Loven gælder for de fleste danske
lønmodtagere. Loven gælder dog eksempelvis ikke for tjenestemænd. En række af
lovens bestemmelser kan fraviges ved kollektiv overenskomst.
Den danske lov siger bl.a. at "lønmodtager optjener ret til 2,08 dages betalt ferie for hver måneds ansættelse". 
Et karakteristisk træk ved den danske ferielov er, at den skelner mellem
optjening af ferie og afholdelse af ferie. Alle medarbejdere omfattet af
ferieloven har ret til 25 feriedage (5 ugers ferie), men kun medarbejdere, som
har optjent ferie, har ret til ferie med løn.
Såkaldte feriefridage bliver ikke reguleret i ferieloven men bliver aftalt mellem arbejdsgiveren og lønmodtageren – enten ved individuel aftale eller ved overenskomst. 
Ferieloven bliver ændret fra 2020, hvor der er kommet nye regler for afholdelse af ferie, hvorved der indføres samtidighedsferie. 

### Relation til EU
Loven i Danmark gennemfører en del af et EU direktiv (93/104/EF) fra 1993, f.eks. artikel 7, hvor der står:
Medlemsstaterne traeffer de noedvendige foranstaltninger for at sikre, at alle arbejdstagere faar en aarlig betalt ferie af mindst fire ugers varighed, i overensstemmelse med de kriterier for opnaaelse og tildeling heraf, som er fastsat i national lovgivning og/eller praksis.